# Úpsko-metujská tabule
Úpsko-metujská tabule je geomorfologický podcelek v severní části Orlické tabule, ležící v okresech Náchod, Trutnov, Hradec Králové a Rychnov nad Kněžnou v Královéhradeckém kraji.

## Poloha a sídla

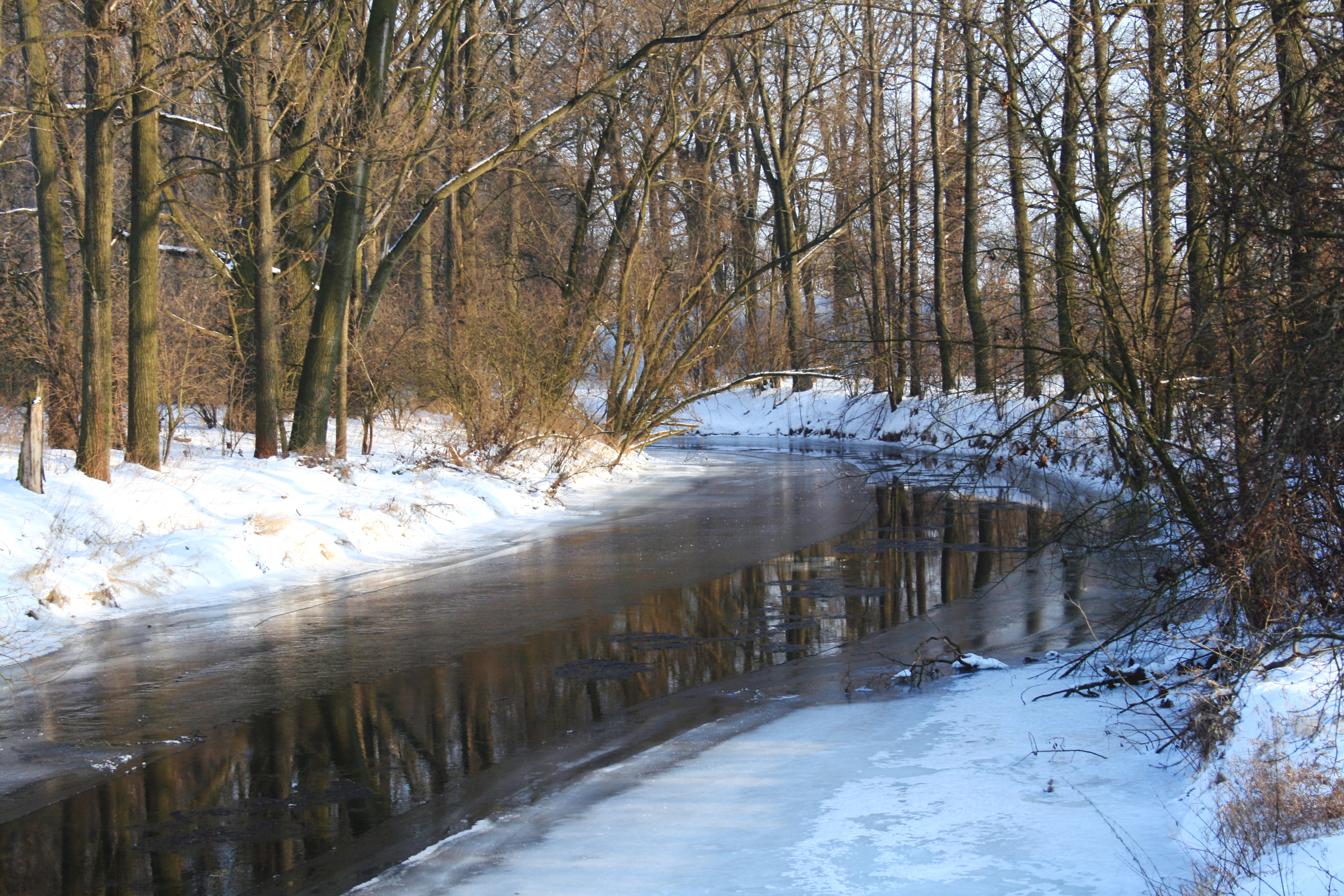
Řeka Úpa u Jaroměře

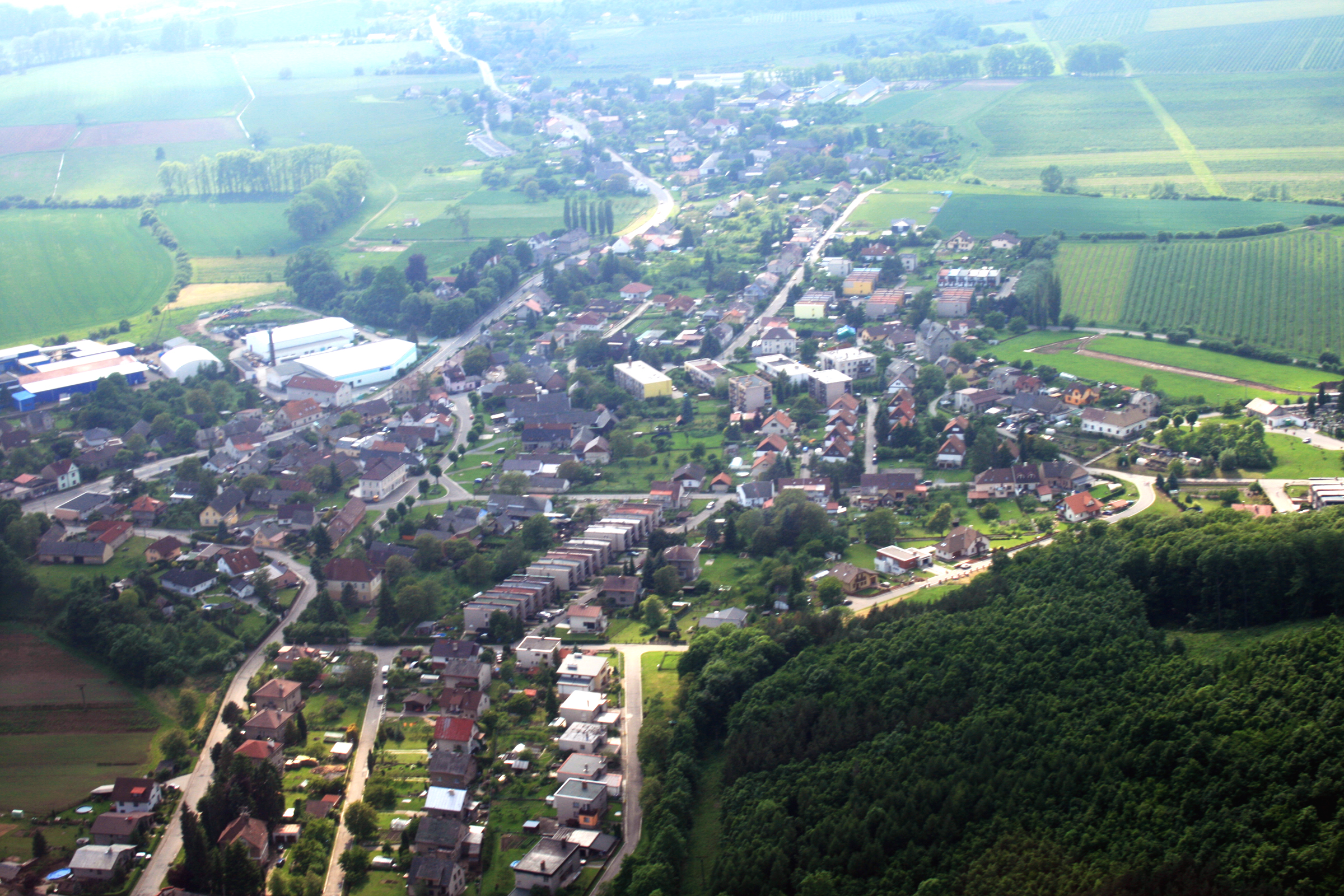
Česká Skalice a jižní okraj vrchu Vinice, Českoskalická plošina

Území podcelku se rozkládá zhruba mezi sídly Kuks (na severozápadě), Chvalkovice (na severu), Studnice (na severovýchodě), Nové Město nad Metují (na východě), České Meziříčí (na jihu), Předměřice nad Labem (na jihozápadě) a Jaroměř (na západě). Uvnitř podcelku leží města Česká Skalice, větší obce Provodov-Šonov a Bohuslavice, částečně města Nové Město nad Metují a Jaroměř.

## Geomorfologické členění
Podcelek Úpsko-metujská tabule (dle značení Jaromíra Demka VIC–2A) geomorfologicky náleží do celku Orlická tabule. Dále se člení na šest okrsků: Českoskalická plošina (VIC–2A–1) a Úpská niva (VIC–2A–2) na severu, Rychnovecká tabule (VIC–2A–3), Novoměstská tabule (VIC–2A–4) a Metujská niva (VIC–2A–5) uprostřed, Bohuslavická tabule (VIC–2A–6) na jihu.
Podle alternativního členění Balatky a Kalvody se Úpsko-metujská tabule člení pouze na dva okrsky (Českoskalická tabule a Novoměstská tabule).
Tabule sousedí s druhým podcelkem Orlické tabule, Třebechovickou tabulí na jihu, a s celky Východolabská tabule na západě, Jičínská pahorkatina na severozápadě, Krkonošské podhůří na severu a Podorlická pahorkatina na východě.
Kompletní geomorfologické členění celé Orlické tabule uvádí následující tabulka:
| Geomorfologické členění Orlické tabule                                 | Geomorfologické členění Orlické tabule | Geomorfologické členění Orlické tabule | Geomorfologické členění Orlické tabule | Geomorfologické členění Orlické tabule | Geomorfologické členění Orlické tabule |
| ---------------------------------------------------------------------- | -------------------------------------- | -------------------------------------- | -------------------------------------- | -------------------------------------- | -------------------------------------- |
| ČESKÁ VYSOČINA • Česká tabule • Východočeská tabule                    |                                        |                                        |                                        |                                        |                                        |
| ÚPSKO-METUJSKÁ TABULE                                                  | Českoskalická plošina                  |                                        |                                        |                                        |                                        |
| ÚPSKO-METUJSKÁ TABULE                                                  | Úpská niva                             |                                        |                                        |                                        |                                        |
| ÚPSKO-METUJSKÁ TABULE                                                  | Rychnovecká tabule                     |                                        |                                        |                                        |                                        |
| ÚPSKO-METUJSKÁ TABULE                                                  | Novoměstská tabule                     |                                        |                                        |                                        |                                        |
| ÚPSKO-METUJSKÁ TABULE                                                  | Metujská niva                          |                                        |                                        |                                        |                                        |
| ÚPSKO-METUJSKÁ TABULE                                                  | Bohuslavická tabule                    |                                        |                                        |                                        |                                        |
| TŘEBECHOVICKÁ TABULE                                                   | Opočenský hřbet                        | U rozhledny (454 m)                    |                                        |                                        |                                        |
| TŘEBECHOVICKÁ TABULE                                                   | Rychnovský úval                        |                                        |                                        |                                        |                                        |
| TŘEBECHOVICKÁ TABULE                                                   | Českomeziříčská kotlina                |                                        |                                        |                                        |                                        |
| TŘEBECHOVICKÁ TABULE                                                   | Černilovská tabule                     |                                        |                                        |                                        |                                        |
| TŘEBECHOVICKÁ TABULE                                                   | Brodecká plošina                       |                                        |                                        |                                        |                                        |
| TŘEBECHOVICKÁ TABULE                                                   | Vysokochvojenská plošina               |                                        |                                        |                                        |                                        |
| TŘEBECHOVICKÁ TABULE                                                   | Bědovická plošina                      |                                        |                                        |                                        |                                        |
| TŘEBECHOVICKÁ TABULE                                                   | Orlické nivy                           |                                        |                                        |                                        |                                        |
| PROVINCIE • Subprovincie • Oblast / Celek / PODCELEK • Okrsek • Vrchol |                                        |                                        |                                        |                                        |                                        |

## Významné vrcholy
| název vrcholu   | výška (m n. m.) | podřazená jednotka    |
| --------------- | --------------- | --------------------- |
| Za Humny        | 355             | Českoskalická plošina |
| Starč           | 355             | Bohuslavická tabule   |
| Vinice          | 340             | Českoskalická plošina |
| Na Příčnici     | 332             | Rychnovecká tabule    |
| Králíčkův kopec | 330             | Bohuslavická tabule   |
| Horka           | 324             | Bohuslavická tabule   |
| Štěpnice        | 309             | Novoměstská tabule    |
| Zvolský vrch    | 299             | Novoměstská tabule    |
| Lhotecký kopec  | 297             | Bohuslavická tabule   |
| Balcarův kopec  | 295             | Bohuslavická tabule   |
| Prášilka        | 278             | Novoměstská tabule    |

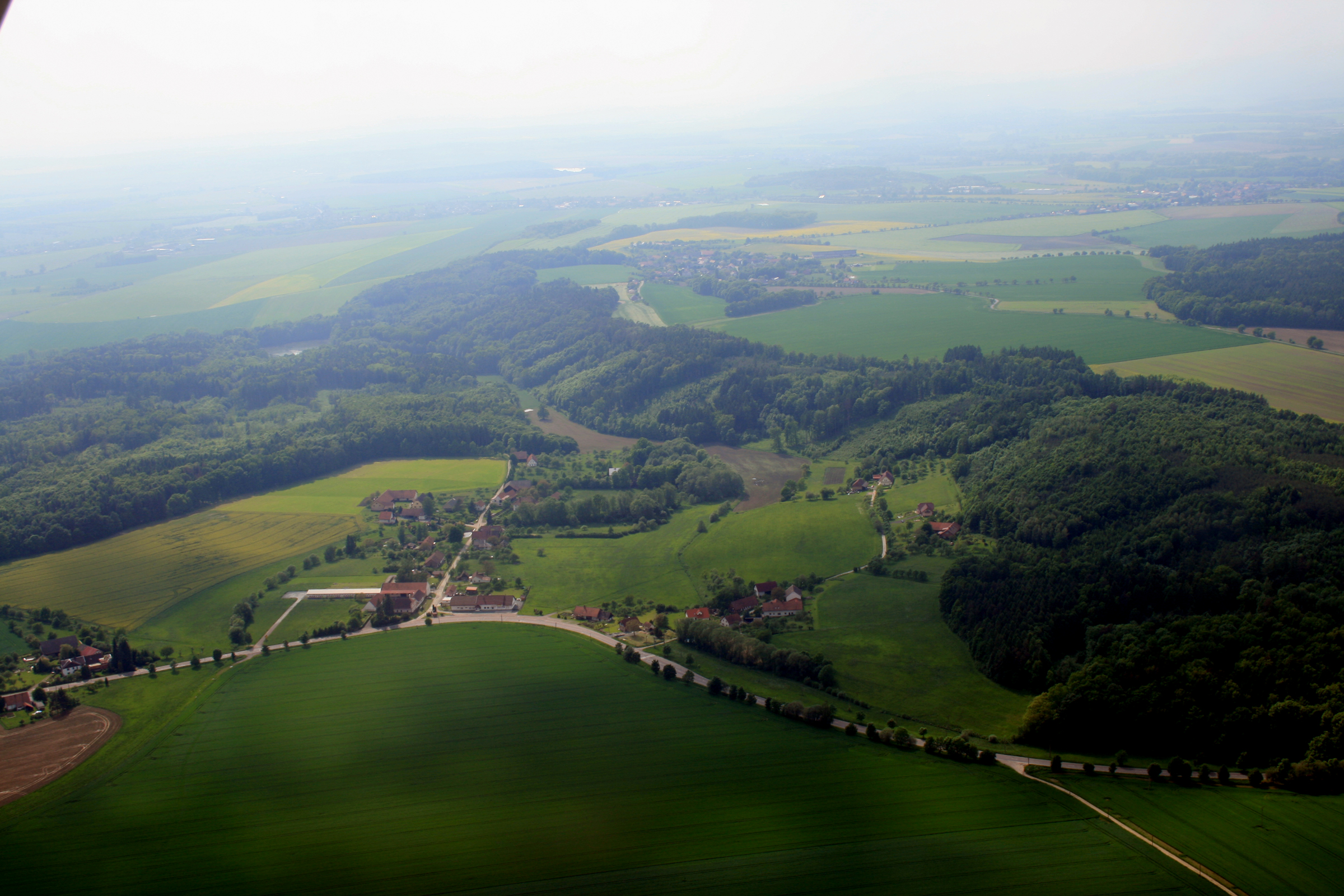
Vesnice Běstviny a vrch Starč, Bohuslavická tabule

Nejvyšším bodem Úpsko-metujské tabule je vrstevnice (360 m n. m.) na jihovýchodní hranici s Podorlickou pahorkatinou.